# Alice Superiore
Alice Superiore är en ort i storstadsregionen Turin i regionen Piemonte, Italien. Alice Superiore var före den 1 januari 2019 en egen kommun, men slogs då samman med Lugnacco och Pecco för att bilda kommunen Val di Chy. Kommunen hade före sammanslagningen 725 invånare.